# Těšetice (okres Olomouc)
Obec Těšetice se nachází v okrese Olomouc, 9 km západně od krajského města Olomouce. Žije zde přibližně 1 300 obyvatel.

## Historie
Těšetice jsou jednou z nejstarších vesnic na Moravě, první písemná zmínka o Těšeticích pochází již z roku 1078. Velkou roli v životě občanů sehrála stavba pivovaru, který v Těšeticích fungoval až do roku 1970.

## Pamětihodnosti
- Kostel svatého Petra a Pavla

## Části obce
- Těšetice
- Rataje
- Vojnice

## Osobnosti
- Ludwig Hatschek (1856–1914), podnikatel a průmyslník, vynálezce eternitu
- Milada Petřková (1911–1943), učitelka, oběť nacismu. V letech 1930 až 1937 učitelka na těšetické měšťanské škole, sestra pravoslavného kněze a světce Vladimíra Petřka. Zahynula 24. dubna 1943 v Osvětimi.[4]
- Josef Střída (1922–2009), ing., CSc., spisovatel, samostatný vědecký pracovník VŠÚTPL Šumperk-Temenice, člen ČSZAV

## Galerie

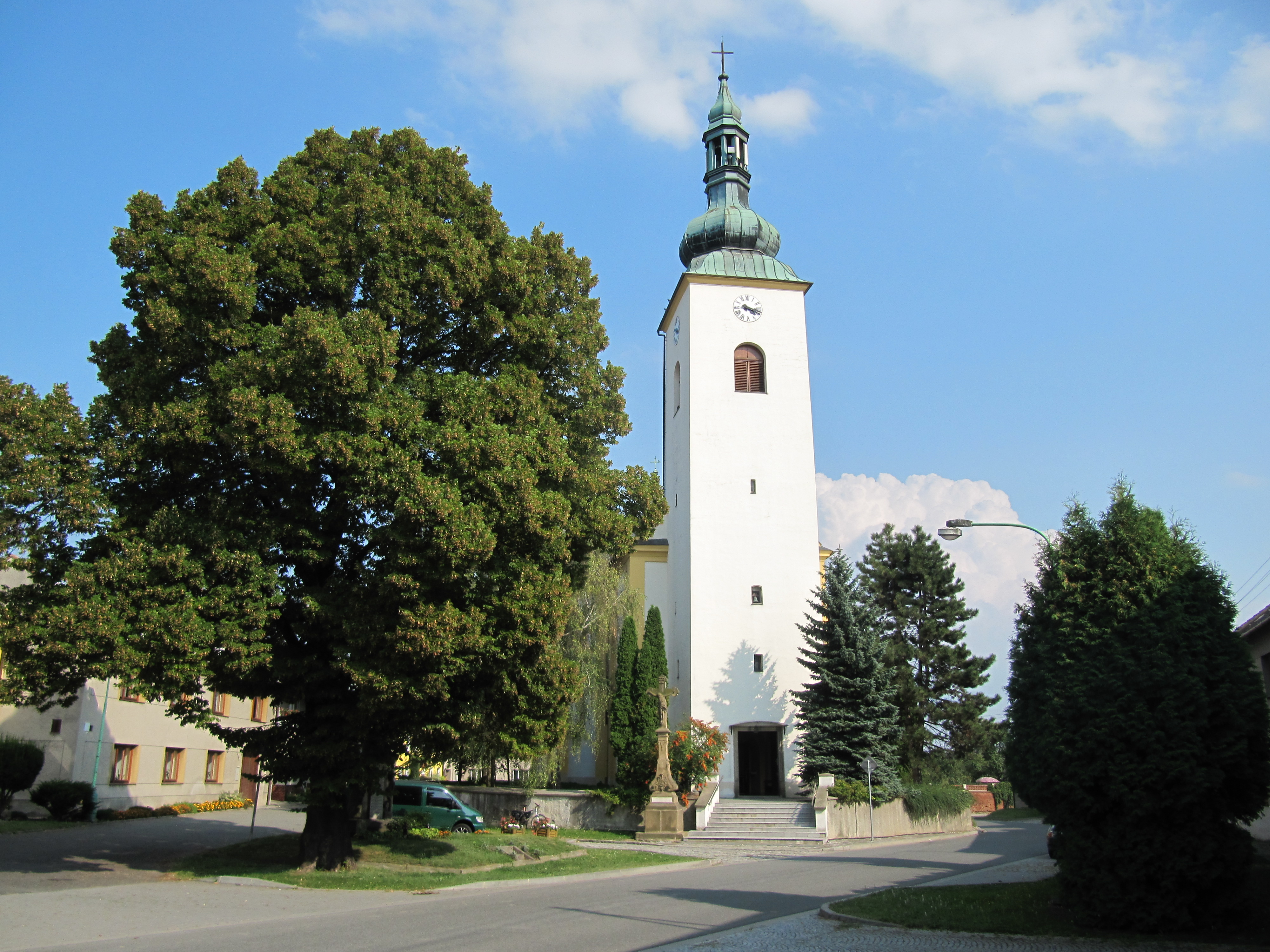
Kostel svatého Petra a Pavla
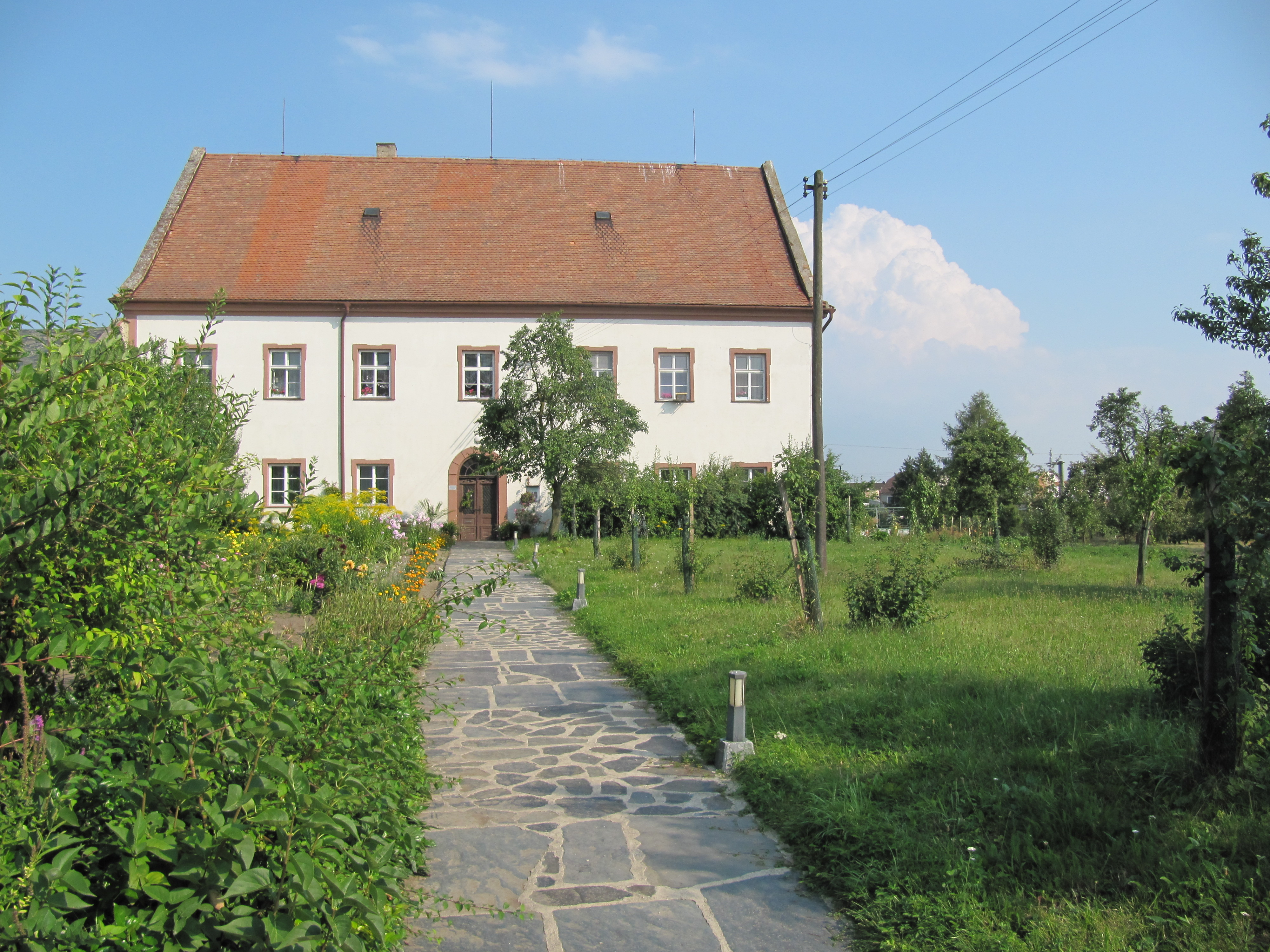
Fara
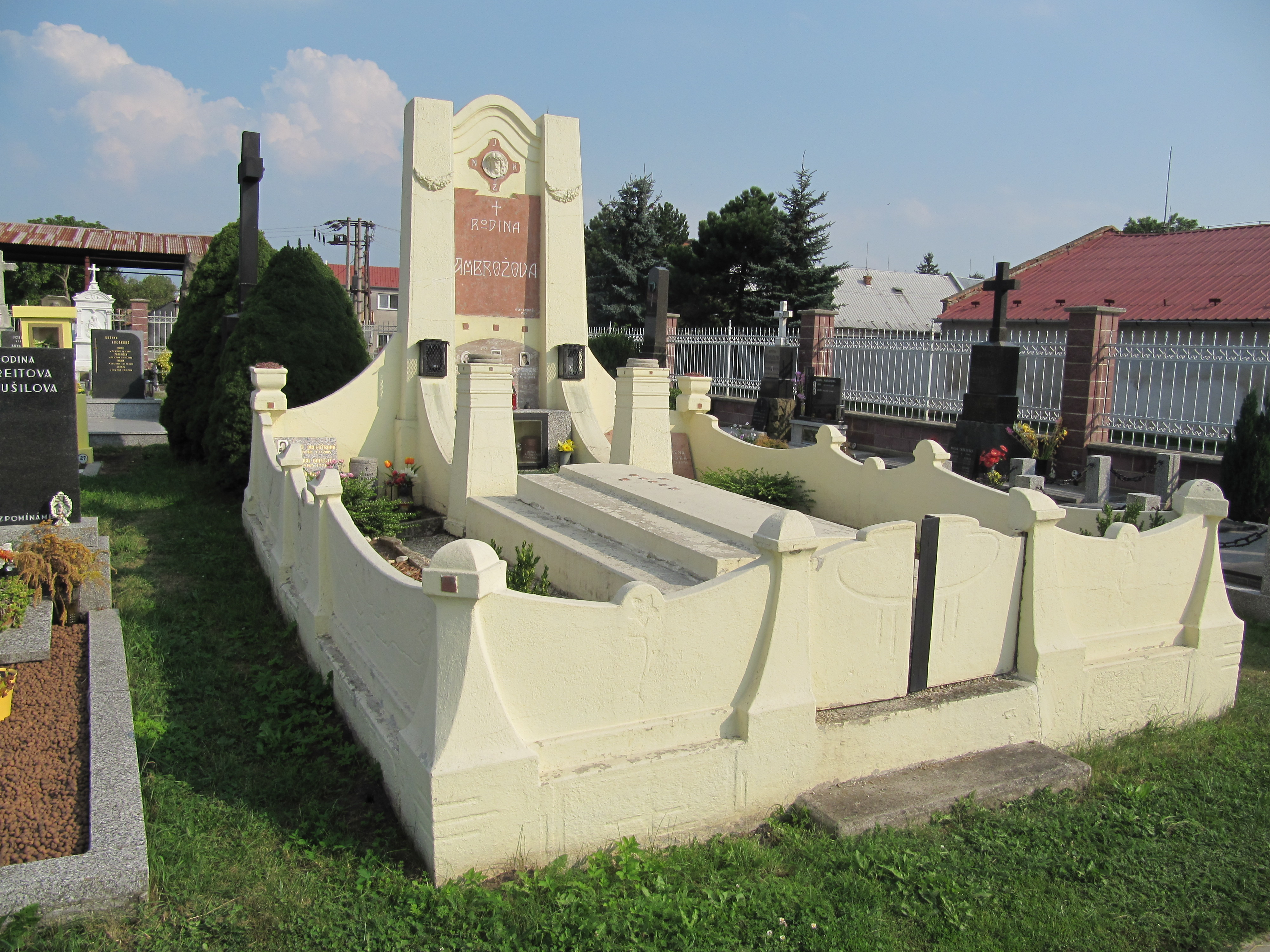
Secesní hrobka na místním hřbitově
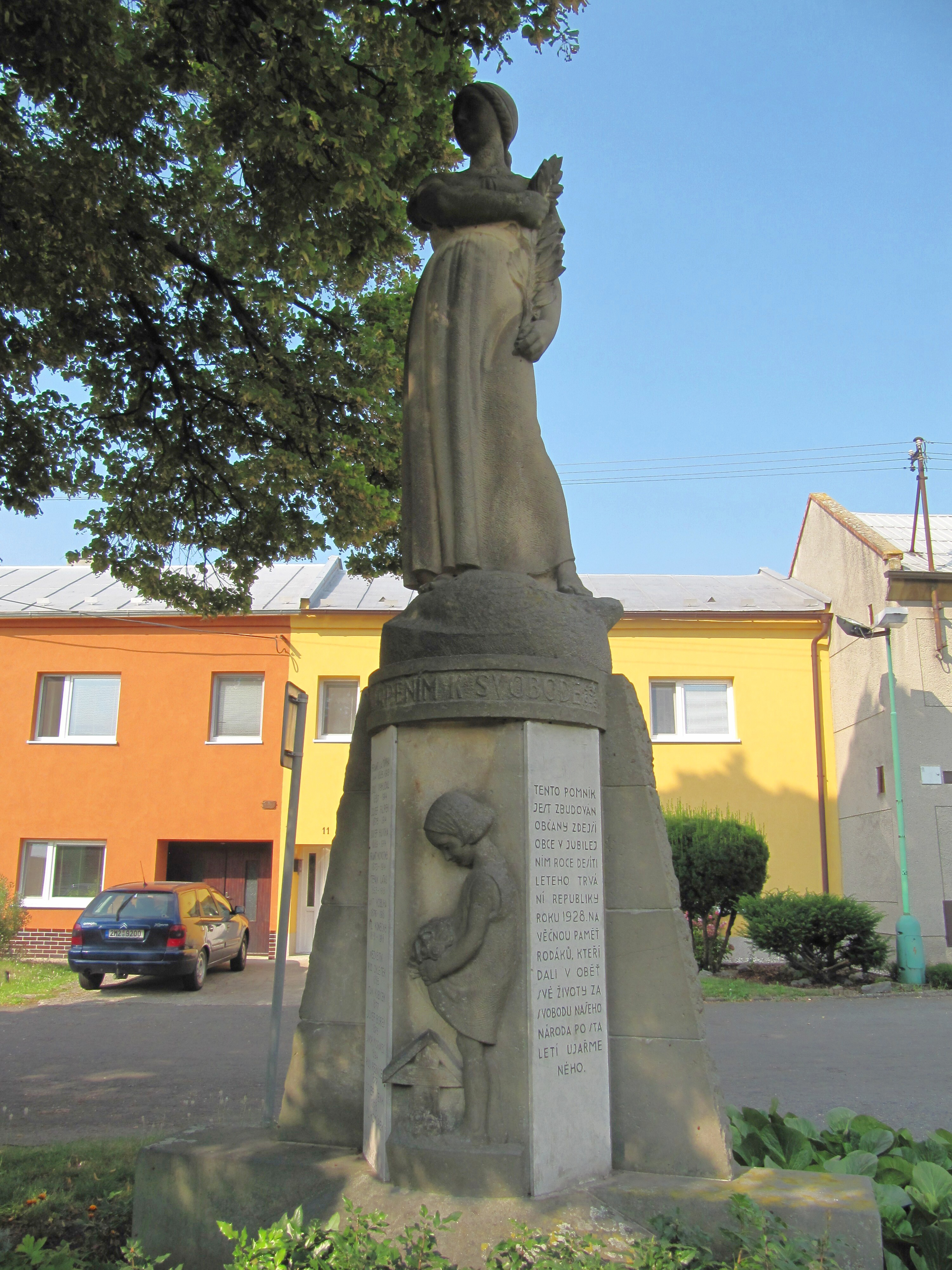
Pomník obětem první světové války